# او-۳۰۱۰
زیردریایی یو-۳۰۱۰ (به انگلیسی: German submarine U-3010) یک زیردریایی بود که طول آن ۲۵۱ فوت ۹ اینچ (۷۶٫۷۳ متر) بود. این زیردریایی در سال ۱۹۴۴ ساخته شد.